# 埃斯普朗塔
埃斯普朗塔（法語：Esplantas）是法国上卢瓦尔省的一个旧市镇，属于布里乌德区（Arrondissement de Brioude）。该市镇总面积10.4平方公里，2009年时的人口为102人。
该市镇已于2016年和相邻的索格附近瓦泽耶合并组成了新的市镇埃斯普朗塔-瓦泽耶。

## 人口
埃斯普朗塔人口变化图示